# Silke Grimm
Pour les articles homonymes, voir Grimm.
Silke Grimm (née le 22 juin 1967 à Seifhennersdorf) est une femme politique allemande (AfD). De 2014 à septembre 2019, elle est membre du Landtag de Saxe. 

## Biographie
De 1974 à 1984, Grimm étudie à la POS de Niederoderwitz. Elle interrompt son cours préparatoire au lycée en raison de la maladie grave de sa mère. La même année, elle commence un apprentissage de spécialiste en informatique à l'Université des sciences appliquées de Zittau, qu'elle termine en 1986. De 1988 à 1989, elle exerce son métier d'érudite à l'université. 
En mars 1990, Grimm ouvre sa première agence de voyages à Zittau. Un an plus tard, elle réussit l'examen de qualification IHK en tant qu'opératrice de transport routier. Ensuite, elle commence en tant qu'entrepreneur avec des activités de bus dans les transports d'entreprise, réguliers, scolaires et touristiques. 
Grimm est mariée et mère de deux enfants. 

## Engagement politique
Grimm a rejoint le parti Alternative pour l'Allemagne le 20 mai 2013. Aux élections locales de 2014 en Saxe, elle remporte un mandat au sein du conseil de l'arrondissement de Görlitz. Aux élections régionales de 2014 en Saxe, elle est candidate dans la circonscription 59. Dans sa circonscription, Grimm obtient 4036 voix, soit 15,2% de tous les suffrages exprimés. Grâce à la liste d'État, elle est élue au Landtag. Elle travaille au sein de la commission "Économie, travail et transports" et est la porte-parole politique du groupe parlementaire. De plus, elle est membre de la commission de la stratégie des transports publics et de la commission d'enquête «soins infirmiers». Elle travaille pour le groupe parlementaire dans les groupes de travail I et IV.  
Selon un rapport du Die Tageszeitung, Grimm appelle à la réintroduction des contrôles aux frontières entre les pays européens voisins à l'approche des élections régionales de Saxe. Selon Die Zeit, elle aurait demandé "une force de police de cent personnes près de la frontière  et à la suppression des postes séparés pour les soins aux loups de Lusace". Au lieu de cela, les loups doivent être chassés à nouveau car ils sont dangereux et se multiplient de manière explosive. Les problèmes existants ne sont pas mentionnés dans les rapports officiels sur les loups en Saxe . 
Grimm ne se représente pas aux élections régionales de 2019 en Saxe, elle est battue par des concurrents au parti dans la sélection des candidats directs et de la liste d'État. 